# Торши
Торши (перс. ترشی‎ — «кислота») — маринованные овощи во многих ближневосточных и балканских кухнях. Торши распространены в арабской, турецкой, афганской, боснийской, армянской и иранской кухнях. В Иране есть сотни видов торши в соответствии с региональными обычаями и различными событиями. В некоторых семьях ни одна трапеза не считается полноценной без тарелки торши на столе. Турси (toursi) — это традиционная закуска (мезе) к араку, раки, узо, оги, ципуро и ракии. В некоторых регионах, особенно в Турции (тур. turşu suyu) и Боснии и Герцеговине (босн. и хорв. rasol), рассол или вода из торши являются популярным напитком. В болгарской кухне наиболее популярны царская туршия и сельская туршия.
Торши часто делают дома осенью, даже в городах. Домашние торши продают, также в супермаркетах, подают и в ресторанах. В 2021 году экспорт солений из Турции достиг уровня 300 миллионов долларов.

## Название

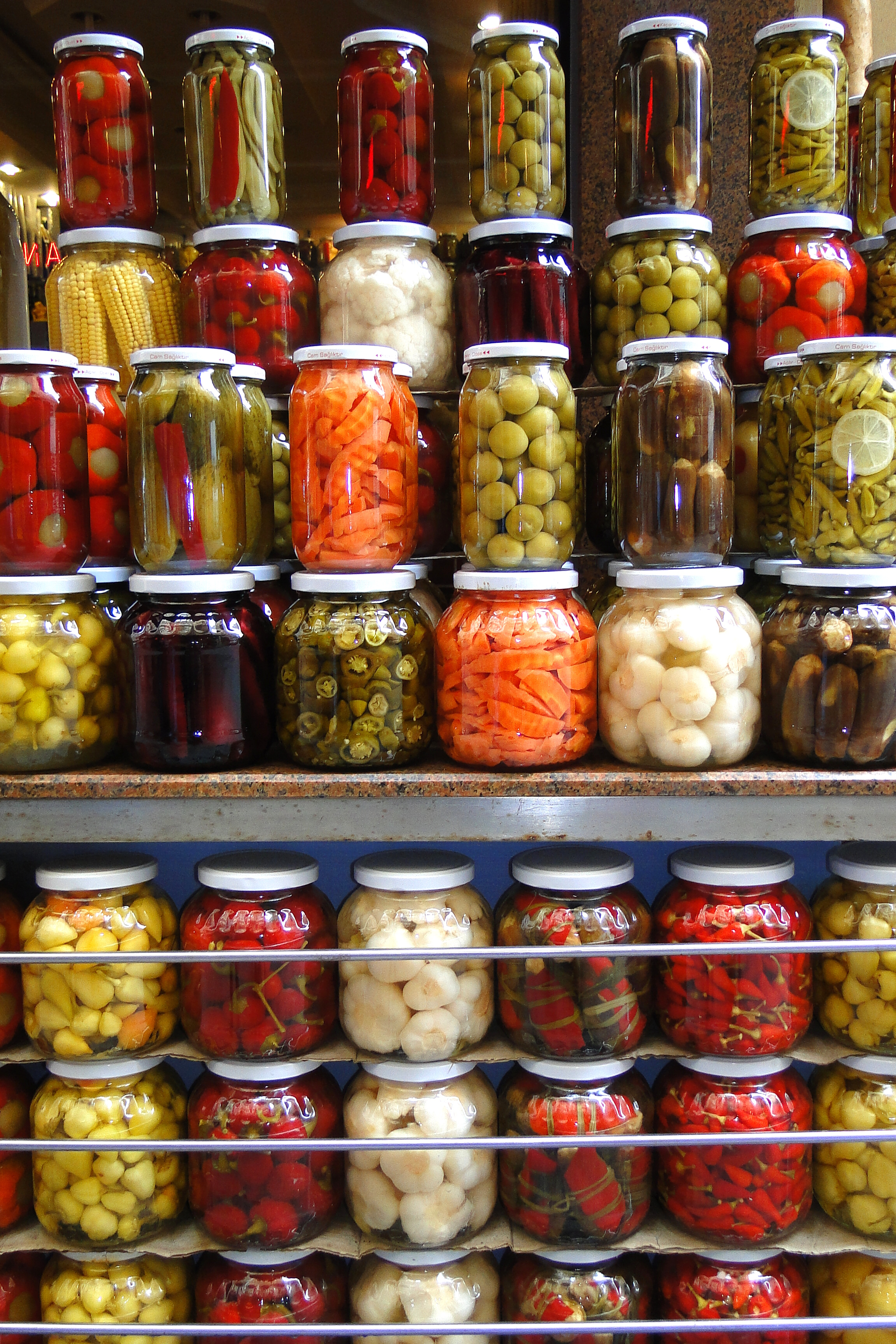
Маринованные консервы для продажи. Район Бейоглу, Стамбул, Турция

В Иране считается, что блюдо возникло в Персидской империи при Ахеменидах. Слово «торши» происходит от перс. ترشی‎ «торш» — «кислый». Слово встречается с небольшими вариантами во многих языках: перс. ترشى‎ (торши); курд. ترشى tirşîn, tirşî, trshin (тиршин, тирши, тршин); азерб. и тур. turşu (туршу); греч. τουρσί (торси); босн. и хорв. turšija; макед. , серб. и черног. туршија; болг. туршия; алб. turshi (турши). Другие языки переводят это как «рассол»: ассир. ܡܟ̇ܠܠ, араб. مخلل‎ мухаллал; ивр. חמוצים‎ хамуцим; арм. թթու (tətu).

## Рецепты
Торши готовят из чеснока, перца чили, сельдерея, цветной капусты, моркови, свёклы, лука шалота, капусты, баклажанов и других овощей, иногда грибов, а также сушёных ароматных трав, маринованных в уксусе или коньяке, соли и различных смесях специй, в состав которых обычно входят цельный чёрный перец горошком, имбирь и т. д. Торши в персидском стиле содержат больше уксуса, а туршу по-турецки включают больше соли в качестве антибактериального средства.
Торши литэ (torshi liteh) готовится из баклажанов и зелени (петрушка, кинза, мята, эстрагон, базилик). Баклажаны запекают в духовке, кладут в стеклянную банку с травами и уксусом и хранят в сухом прохладном месте два-три месяца. Царскую туршию готовят из цветной капусты, красного перца, моркови и сельдерея. Овощи смешивают с небольшим количеством соли и сахара и оставляют на ночь. На следующий день сок смешивают с уксусом и кипятят несколько минут. Овощи укладывают в стеклянные банки и придавливают веточками вишни и круглым речным камнем, затем банки заливают остывшим рассольным маринадом.
Сельская туршия (босн. и хорв. selska turšija) готовится из зелёного перца, зеленых помидоров, моркови, цветной капусты, белокочанной капусты и сельдерея. Овощи складывают в ёмкость, придавливают веточками и камнем и заливают маринадом из соли, уксуса и воды. Огурцы оставляют бродить.